# تاکدا نوبوچیکا

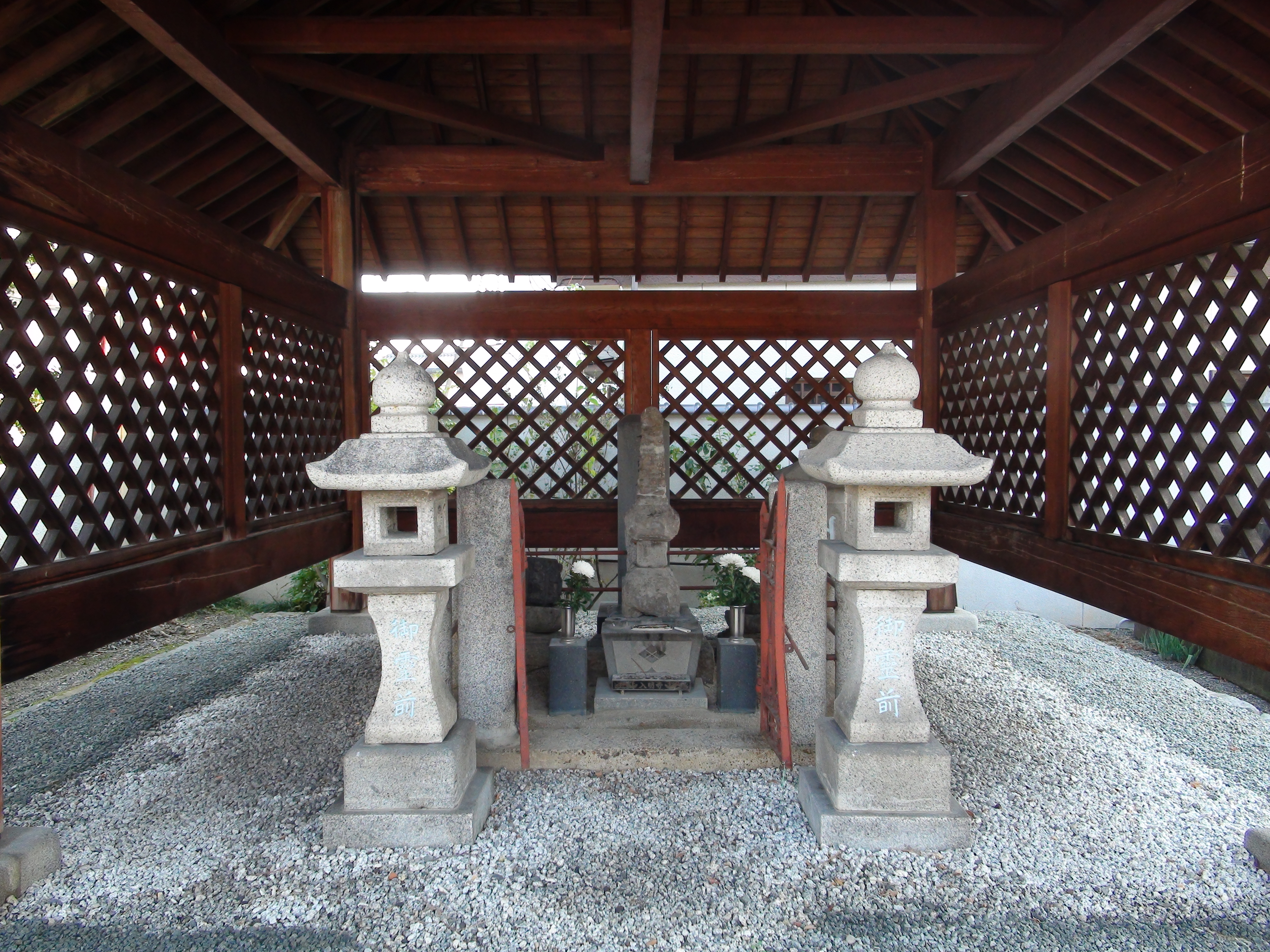
مقبره در معبد نیومیو

تاکدا نوبوچیکا (به ژاپنی: 武田 信親 Takeda Nobuchika)، اوننو نوبوچیکا (به ژاپنی: 海野 信親 うんの のぶちか) ریوهو; نام دوران کودکی جیرو ۱ ژانویهٔ ۱۵۴۱ – ۱ ژانویهٔ ۱۵۸۲) سامورایی و دومین پسر تاکدا شینگن از همسر کی‌شیتسو/ (زن اصلی بعد از مرگ یا طلاق زن نخست) سانجونوکاتا بود. به گفته کویو گونکان، نوبوچیکا نابینا بوده است. در مورد زمان نابینایی این نظریه وجود دارد که او نابینا به دنیا آمده است. در سال‌های اخیر اشاره شده است که او ممکن است در کودکی به دلیل ابتلا به آبله نابینا شده باشد. گفته می‌شود که طوماری شامل آرزوی شینگن به دست آمده است در آن دعا شده که چشمان پسرش که به آبله آسیب دیده، شفا یابد.
در سال ۱۵۶۵، برادر بزرگترش تاکدا یوشینوبو به دلیل شورش (حادثه یوشینوبو) در معبد توکو زندانی شد. از آنجایی که او نابینا بود و برادر کوچکترش تاکدا نوبویوکی در کودکی مرد، برادر ناتنی او تاکدا کاتسویوری ریاست خاندان تاکدا را به ارث برد.
در سال (۱۵۸۲)، زمانی که اودا نوبوناگا به ولایت کای حمله کرد، در معبد نیومیو  پنهان شد، اما با شنیدن خبر شکست کاتسویوری در نبرد تنموکوزان، گفته می‌شود که او یا خودکشی کرد یا در همان معبد به قتل رسید. . گفته می‌شود که او در ۷ مارس، چهار روز قبل از سقوط خاندان تاکدا، توسط پسر بزرگ نوبوناگا، اودا نوبوتادا به قتل رسید. وی در سن ۴۲ سالگی درگذشت.

## خواهر و برادران
- مادر سانجونوکاتا، همسر کی‌شیتسو/ (زن اصلی بعد از مرگ یا طلاق زن اصلی نخست)
  - تاکدا یوشی‌نوبو پسر ارشد
  - اوبا-این دختر ارشد (همسر هوجو اوجیماسا)
  - تاکدا نوبویوکی پسر سوم (مرگ ۱۵۵۳)
  - کنشو-این دومین دختر، همسر (آنایاما نوبوکیمی یکی از بیست و چهار ژنرال تاکدا شینگن)
- شینریو-این سومین دختر، همسر (کیسو یوشیماسا) یکی از بیست و چهار ژنرال تاکدا شینگن)
- مادر سووا گوریونین
  - تاکدا کاتسویوری/(سووا کاتسویوری)، چهارمین پسر جانشین شینگن
- مادر آبوراکاوا فوجین
  - تاکدا مورینوبو/نیشینا مورینوبو، پنجمین پسر
  - کیکوهیمه (همسر اوئه‌سوگی کاگه‌کاتسو) پنجمین دختر، (همسر اصلی اوئه‌سوگی کاگه‌کاتسو)
  - شین شونی/ماتسوهیمه ششمین دختر (نامزد با اودا نوبوتادا)
  - کاتسورایاما نوبوسادا ششمین پسر
- مادر نزوگوریونین
  - تاکدا نوبوکیو هفتمین پسر